# 溪州大橋 (濁水溪)
溪州大橋，又稱新西螺大橋，為跨越濁水溪、連接彰化縣溪州鄉及雲林縣西螺鎮的橋樑，台1線的一部份，位於西螺大橋上游2公里處，為連接彰化與雲林間之重要橋梁。橋梁新建工程於1990年12月開工，1994年2月完工。通車之後，原本經西螺大橋的台1線便改經由溪州大橋，而西螺大橋則變成縣道145號的一部分，由省道降為縣道，交通功能逐漸被取代，只開放通行小型車輛、機車與自行車等。

## 名稱
新西螺大橋在政府徵收土地、發放補償費時均以「新西螺大橋」名稱函之，而完工時之新橋則命名為「溪州大橋」。因此完工後的溪州大橋命名曾產生爭議，南岸西螺居民認為，這座新橋應叫「新西螺大橋」，而北岸溪州的民眾則堅持該用「溪州大橋」為名。

## 受損
自1981年（民國70年）淡水河禁採砂石之後，砂石料部分移由台灣中南部地區供應，加上重大建設興建，砂石需求殷切，而濁水溪中、下游砂石品質優良且交通便利，致使砂石開採日復嚴重，河川砂石長期超限開採再加上歷次颱風、豪雨沖刷影響，使濁水溪河床全面嚴重下降，導致包括溪州大橋在內各跨越濁水溪之河川橋梁橋基均嚴重裸露。1992年寶莉颱風造成橋墩及河床 P39～P48 基樁裸露達 2～5 公尺；1996年賀伯颱風造成橋墩及河床 P7～P8 基樁裸露最深達 7 公尺；2001年桃芝颱風來襲，挾帶豐沛雨量，造成濁水溪溪水暴漲，溪州大橋受到嚴重沖刷，造成橋基嚴重裸露，基樁承載力大幅下降，橋墩及河床 P7～P8 基樁裸露最深達 12.5 公尺。

## 結構
溪州大橋採連續鋼床鈑箱型梁橋施作，橋長3,030公尺，為二座獨立並列之預力I型梁橋，總寬26公尺，主孔跨徑35公尺。橋樑上部結構為5支預力混凝土I型梁，下部結構則為單柱式混凝土墩柱。